# Танай (озеро)
Тана́й — озеро в Городокском районе Витебской области Белоруссии. Относится к бассейну реки Овсянка.

## Описание
Озеро Танай располагается в 26 км к северо-востоку от города Городок, в 1 км к югу от деревни Веречье. Высота над уровнем моря — 165,7 м.
Площадь поверхности озера составляет 0,55 км², длина — 0,95 км, наибольшая ширина — 0,8 км. Длина береговой линии — 3,12 км. Наибольшая глубина — 2,7 м, средняя — 0,6 м. Объём воды в озере — 0,91 млн м³. Площадь водосбора — 3,61 км².
Котловина остаточного типа, округлой формы. Склоны высотой от 5 до 10 м, преимущественно крутые, песчаные, покрытые лесом. Северный и западный склоны невыраженные. Береговая линия слабоизвилистая. Берега сплавинные, на севере и востоке местами торфянистые. Пойма шириной 100—300 м, заболоченная, поросшая кустарником.
Мелководье узкое, песчаное. Дно плоское, покрытое тонкодетритовым сапропелем. Запасы сапропеля составляют 2,2 млн м³ и покрывают 71 % озёрной чаши. Средняя мощность слоя — 4,2 м, наибольшая — 7,9 м. Естественная влажность — 96 %, зольность — 30 %, водородный показатель — 5,7. Содержание в сухом остатке: азота — 3,5 %, окислов кальция — 1,5 %, калия — 0,2 %, фосфора — 0,2 %.
Минерализация воды низкая и составляет 75 мг/л. Прозрачность — 2 м, цветность — 60°. Водоём подвержен эвтрофикации. На северо-западе вытекает речка Танайка, правый приток Овсянки.
Озеро полностью зарастает подводной растительностью. Прибрежная растительность формирует полосу шириной от 10 до 60 м и спускается до глубины 1,7 м.
В воде обитают карась, линь, щука, окунь, плотва, лещ, краснопёрка и другие виды рыб.

## Хозяйственное использование
На озере Танай производится промысловый лов рыбы и организовано платное любительское рыболовство. Озёрный сапропель может использоваться в качестве удобрения, для буровых работ или для производства строительных материалов.